# Muzaiko
Muzaiko – internetowa stacja radiowa nadająca w języku esperanto 24 godziny na dobę.

## Historia
Podczas Brytyjskiego Kongresu Esperantystów w kwietniu 2011 zebrała się grupa osób chętnych uruchomić esperanckie radio internetowe. Internetowa lista dyskusyjna szybko rosła, wkrótce wybrano nazwę: Muzaiko. 1 lipca radio rozpoczęło emisję.

## Zespół
Projekt od początku prowadzi w formie wolontariatu nieformalna grupa młodych esperantystów komunikujących się przez Internet. Praca odbywa się głównie przez listy dyskusyjne, czasem przez konferencje z użyciem programu Skype, a od czasu do czasu fizycznie, podczas młodzieżowych spotkań esperanckich. Do współpracy zapraszani są również słuchacze.

## Ramówka
Od 3 października 2011 ramówka radia składa się z codziennie innego 3-godzinnego programu, który powtarza się przez resztę doby. W ramy programu wchodzi muzyka, nowości ze świata (o każdej pełnej godzinie), wywiady, a także odcinki różnych esperanckich podkastów (np. Varsovia Vento Elsendoj, Chińskie Radio Międzynarodowe). Znaczna część treści mówionej w radiu jest udostępniana na licencji CC BY-SA 3.0.